# Glen D. Johnson

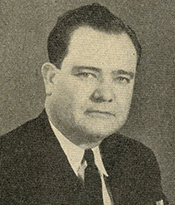
Glen D. Johnson

Glen Dale Johnson (* 11. September 1911 in Melbourne, Izard County, Arkansas; † 10. Februar 1983 in Okemah, Oklahoma) war ein US-amerikanischer Politiker. Zwischen 1947 und 1949 vertrat er den vierten Wahlbezirk des Bundesstaates  Oklahoma im US-Repräsentantenhaus.

## Werdegang
Im Jahr 1920 kam Glen Johnson nach Paden in Oklahoma, wo er die öffentlichen Schulen besuchte. Danach studierte er bis 1939 an der juristischen Fakultät der University of Oklahoma in Norman. Nach seiner im gleichen Jahr erfolgten Zulassung als Rechtsanwalt begann er in Okemah in seinem neuen Beruf zu arbeiten.
Johnson war Mitglied der Demokratischen Partei. Von 1940 bis 1942 war er Abgeordneter im Repräsentantenhaus von Oklahoma. Im Jahr 1942 legte er sein Mandat nieder, um während des Zweiten Weltkriegs in der US Army zu dienen. Dort stieg er bis zu seinem Ausscheiden im Jahr 1946 bis zum Hauptmann auf. Nach dem Krieg arbeitete Johnson zunächst wieder als Rechtsanwalt.
1946 wurde er in das US-Repräsentantenhaus in Washington gewählt, wo er am 3. Januar 1947 Lyle Boren ablöste. Da er im Jahr 1948 nicht mehr kandidierte, konnte er bis zum 3. Januar 1949 nur eine Legislaturperiode im Kongress absolvieren. Bei den Wahlen des Jahres 1948 bewarb sich Johnson erfolglos um einen Sitz im US-Senat. Nach seiner Zeit im Kongress war Johnson in den Jahren 1949 und 1950 Mitglied im nationalen Schlichtungsausschuss. Zwischen 1961 und 1967 arbeitete er als Anwalt für das US-Innenministerium. Von 1969 bis 1972 war er Anwalt des Innenministeriums in dessen Niederlassung in Muskogee. Später zog er wieder nach Okemah, wo er 1983 verstarb.